# Karelle Vignon-Vullierme
Karelle Vignon-Vullierme est une blogueuse culinaire vivant à Dakar depuis 2012. L'objectif de son travail est de permettre à la tradition culinaire africaine, essentiellement orale, de laisser une trace écrite.

## Biographie

### Enfance et débuts
Karelle Vignon-Vullierme est d'origine béninoise. Elle est née le 21 mars 1987 à Paris et y passe son enfance et son adolescence. Ses deux parents sont béninois. Son père est journaliste et sa mère est comptable en Seine-et-Marne. Elle obtient son baccalauréat au Lycée Louis-Armand en France, puis décide de poursuivre ses études en information et communication à l'Université de Moncton au Nouveau-Brunswick, au Canada. Elle y obtient un diplôme en communication de l'information  et rencontre celui qui deviendra son futur époux et son partenaire commercial Olivier Vullierme. Elle obtient ensuite un certificat en immigration et relations interethniques à l'Université du Québec à Montréal. Pendant cette période, elle est chroniqueuse quotidienne pour une radio montréalaise et animatrice hebdomadaire d'une web-radio africaine, émettant depuis Montréal. En 2012, après 6 ans au Canada, elle décide de s'installer au Sénégal, pays dont est originaire sa belle-mère.

### Carrière
Une fois à Dakar, Karelle Vignon-Vullierme travaille dans un premier temps pour une entreprise numérique et une radio mais elle décide de prendre un autre chemin et de suivre sa passion pour la cuisine. Bien que n'étant pas un chef, elle s'adonne à la cuisine en autodidacte. Elle a une passion pour la cuisine familiale, qu'elle trouve facile, rapide, saine et équilibrée. En décembre 2013, Karelle Vignon-Vullierme crée  le blog Les gourmandises de Karelle qui est un recueil virtuel de recettes de cuisine maison. Chaque lundi, elle publie une recette sur son site internet qui attire 200 000 visiteurs par mois.
L'objectif principal du blog Les gourmandises de Karelle est de devenir l'un des premiers blogs francophones dans le domaine de la cuisine en Afrique. À partir de février 2017, Les gourmandises de Karelle entame une collaboration avec le réseau Orange dans le cadre d'un envoi quotidien de conseils et de recettes par SMS au Sénégal et au Mali. Les Gourmandises de Karelle sont également mandatées par différentes entreprises pour la création de contenus alimentaires en texte, photos et vidéos. Elle est également mandatée par différentes entreprises pour la création de contenus alimentaires en texte, photos et vidéos.
En novembre 2019, Karelle Vignon-Vullierme participe au tournage du documentaire Netflix High on the hog. Elle y présente la cuisine béninoise d'avant l'esclavage ainsi que la cuisine béninoise d'aujourd'hui,,,.
En 2021, elle lance sa première émission de télévision baptisée Les gourmandises de Karelle sur la chaîne Cuisines, diffusée dans toute l'Afrique francophone via Canal+,,,.

## Récompenses
Karelle Vignon-Vullierme remporte le Linguère Digital Challenge en décembre 2016 et est élue blogueuse de l'année au Sénégal en 2016. Elle a également remporté le prix Orange de l'entrepreneuriat numérique féminin,. En mars 2017, Vignon-Vullierme est élue par un jury de professionnels « meilleure Influenceuse alimentaire des pays francophones d'Afrique » lors des Adicomdays. En 2018, elle est élue « Meilleure blogueuse africaine »  parmi huit pays sélectionnés et fait partie des 54 femmes entrepreneurs sélectionnées par la plateforme Women in Africa pour le deuxième forum qui s'est tenu fin septembre à Marrakech.